# Поділ (Глобинський район)
Поділ —  колишнє село в Україні, Глобинському районі Полтавської області. Останній орган місцевого самоврядування — Федорівська сільська рада.
В селі вже ніхто не живе. Зняте з обліку в 2003 році.
Первісно називалася Фридрівка. Перша згадка села 26 травня 1645 року (як власності шляхтича Лобоцького). Хоча, оскільки Федорівка є на мапі Боплана, то поселення тут існувало принаймні з 1630-х рр. На тій карті є і хутір Острянинівка (ймовірно - маєтність Якова Острянина), що знаний як один з говтвянських хуторів ще за ревізією-люстрацією 1631 р. Напевно, це майбутнє сільце Поділ.Федорівка (Глобинський район)